# Martin Djetou
Martin Djetou né le 15 décembre 1974 à Abidjan en Côte d'Ivoire, est un footballeur international français, qui joue au poste de défenseur ou milieu de terrain.
Ayant évolué aux postes de défenseur central et de milieu défensif, Djetou a remporté deux fois le championnat de France avec l'AS Monaco, en 1997 et 2000.

## Biographie
Né en Côte d'Ivoire, Martin Djetou fait ses débuts en Première Division dans le club alsacien du Racing Club de Strasbourg en 1992, à l'âge de 18 ans. Il y dispute en quatre saisons 84 matches et marque un but. Les performances du joueur sont remarquées, si bien que le jeune Djetou se voit convoqué pour les Jeux olympiques de 1996 à Atlanta, aux côtés notamment de Patrick Vieira, Claude Makelele et Sylvain Wiltord, et parvient à atteindre les quarts de finale.
Après le tournoi américain et trois années en Alsace, il est recruté par l'AS Monaco en 1996, qui cherche un remplaçant à Lilian Thuram et où il remporte dès sa première saison le championnat de France. La saison suivante, Djétou poursuit sa progression et devient l'homme de base du système défensif monégasque. Très apprécié de son entraineur Jean Tigana, il est l'un des principaux artisans de la qualification de Monaco en demi-finale de la Ligue des champions 1997-1998.
Ses performances lui valent de découvrir l'équipe de France, où certains voient en lui le successeur de Marcel Desailly. Intégré à la pré-sélection de 28 joueurs pour disputer le mondial 1998, il fait partie des six joueurs finalement non retenus par Aimé Jacquet, qui quittent le centre de Clairefontaine en pleine nuit le 22 mai 1998.
Lors de la saison suivante, le joueur va voir sa saison tronquée. Moralement affecté par l'épisode de sa non-sélection à la Coupe du monde, il connaît plusieurs blessures et ne dispute que 15 matchs en L1. En 1999-2000, il revient à son plus haut niveau et réalise une saison pleine en remportant un nouveau titre de champion de France sous les ordres de Claude Puel. Impressionnant dans les duels, son abattage, sa puissance et son sens du collectif en font un récupérateur réputé. Il constitue avec Sabri Lamouchi le meilleur entrejeu du championnat de France. Fortement pressenti pour participer à l'Euro 2000, il n'est finalement pas retenu par Roger Lemerre qui voulait lui refaire le coup de 98 : le convoquer à Tignes pour ensuite le renvoyer comme réserviste. Djétou refuse, Lemerre lui garantit que cette conversation restera confidentielle mais il la dévoile finalement à la presse.
Cette deuxième non-convocation à une grande compétition internationale affectera l'ancien strasbourgeois qui lors de la saison 2000/2001 alternera entre blessures et contre-performances, malgré son nouveau statut de capitaine de son club.
À l'été 2001, Didier Deschamps, nouvel entraineur de Monaco, possiblement influencé par la une de l'Equipe "Djétou refuse l'Equipe de France", retire le brassard de capitaine à Martin Djétou et finit par céder son milieu de terrain à Parme, contre 13,5 M€. "Djet" doit alors, encore une fois, succéder à Lilian Thuram, parti à la Juventus (avec laquelle Djétou avait des contacts, notamment avec Roberto Bettega mais il ne signera pas en raison d'incohérences entre le discours de Bettega à l'oral et les clauses présentes à l'écrit sur le contrat, et de propos racistes de Bettega, il se sépare alors de son agent pour un trio d'agents qu'il dénoncera plus tard comme véreux). Néanmoins, il ne réussira pas, cette fois-ci, à faire oublier son prédécesseur. De nombreuses blessures et de gros problèmes d’adaptation vont perturber la saison de Djétou qui ne parvient pas à s’imposer dans une équipe en fin de cycle.
En perte de confiance et toujours sujet à des blessures régulières, la suite de sa carrière est alors des plus chaotiques. Prêté à Fulham où il retrouve Jean Tigana, il réalise une première saison encourageante et semble remonter la pente. Mais, à nouveau prêté l'année suivante, la dynamique se brise avec le départ de Jean Tigana et de nouvelles blessures. De retour à Parme en 2004, Djetou s'apprête à vivre un calvaire, le club italien souhaite se débarrasser de son joueur et va employer tous les moyens. Djétou est écarté de l'équipe première, son nom ne figure nulle part sur les feuilles d’entraînement et aucune personne du club ne semble disposé à lui adresser la parole. Il apprend alors qu’il est convoqué pour une visite médicale pendant laquelle, on lui décèle une hypertrophie cardiaque (du ventricule gauche). IL s'avérera que ce n'était pas le coeur de Djétou dont provenait la radio utilisée par le club. En fait, Djétou militait à l'époque pour obtenir la paiement de salaires non payés par le club alors la direction du club parmesan. Djétou sera même menacé par des hommes armés qui lui interdisent l'accès au centre d'entrainement où il se rendait avec la complicité de joueurs de l'équipe afin de maintenir sa condition physique. Djétou accusera le club parmesan d'être contrôlé par la mafia.
Djétou est barré également à Fulham qui ne lui paye pas ses salaires. Là encore, il n'obtient pas gain de cause. Il se sépare alors du trio d'agents qui le suivaient depuis son départ de Monaco.
Djetou se voit définitivement interdit par son club d’entraînement. Poussé vers la sortie, il résilie donc son contrat et gagnera par la suite tous ses procès contre son ancien club. Moralement, son passage à Parme laissera des traces.
Sa fin de carrière n'est alors qu'une série d'échecs. Il atterrit d'abord à Nice, où Gernot Rohr le veut mais son successeur le met sur le départ.
Il tente ensuite une dernière tentative outre-Manche, sans succès, à Bolton en 2005. Le natif d'Abidjan rentre, enfin, en France dans l’anonymat. Il joue à Istres en Ligue 2 en 2005-2006, où le président l'escroque à nouveau sur son salaire, lui promettant des primes jamais versées, puis joue une année en 2007 au SC Schiltigheim (où il est à nouveau pas payé comme annoncé par le président, une constante depuis son départ de Monaco, il perdra également de l'argent dans l'achat pour sa femme d'un centre d'esthétisme à Strasbourg où les employés mettront le centre en très mauvais état) en CFA, avant d'annoncer sa retraite professionnelle en 2008 alors qu'il est sans club.
En 2018, il est entraineur des "moins de 16 ans" au RC Strasbourg.

### Famille
Martin Djetou a sept sœurs et quatre enfants; un garçon et trois filles.

## Palmarès

### En club

#### RC Strasbourg
- Finaliste de la Coupe de France en 1995.

#### AS Monaco
- Champion de France en 1997.
- Champion de France en 2000.
- Vainqueur du Trophée des Champions en 2000.
- Finaliste de la Coupe de la Ligue en 2001.

#### Parme FC
- Vainqueur de la Coupe d'Italie en 2002.

### En équipe de France
- 6 sélections entre 1996 et 2000

#### Sélections A
| Matchs internationaux de Martin Djetou | Matchs internationaux de Martin Djetou | Matchs internationaux de Martin Djetou            | Matchs internationaux de Martin Djetou | Matchs internationaux de Martin Djetou | Matchs internationaux de Martin Djetou | Matchs internationaux de Martin Djetou                     |
| #                                      | Date                                   | Lieu                                              | Adversaire                             | Résultat                               | Compétition                            | Notes                                                      |
| -------------------------------------- | -------------------------------------- | ------------------------------------------------- | -------------------------------------- | -------------------------------------- | -------------------------------------- | ---------------------------------------------------------- |
| 1                                      | 9 octobre 1996                         | Parc des Princes, Paris, France                   | Turquie                                | V 4 - 0                                | Match amical                           | Entre en jeu à la place de Lilian Thuram à la 77e minute.  |
| 2                                      | 2 avril 1997                           | Parc des Princes, Paris, France                   | Suède                                  | V 1 - 0                                | Match amical                           | Entre en jeu à la place de Patrick Vieira à la 65e minute. |
| 3                                      | 22 avril 1998                          | Stade Råsunda, Stockholm, Suède                   | Suède                                  | N 0 - 0                                | Match amical                           | Titulaire.                                                 |
| 4                                      | 4 octobre 2000                         | Stade de France, Saint-Denis, France              | Cameroun                               | N 1 - 1                                | Match amical                           | Entre en jeu à la place de Johan Micoud à la 74e minute.   |
| 5                                      | 7 octobre 2000                         | Ellis Park Stadium, Johannesbourg, Afrique du Sud | Afrique du Sud                         | N 0 - 0                                | Match amical                           | Titulaire, remplacé par Emmanuel Petit à la 75e minute.    |
| 6                                      | 15 novembre 2000                       | Stade İnönü du BJK, Istanbul, Turquie             | Turquie                                | V 4 - 0                                | Match amical                           | Entre en jeu à la place d'Emmanuel Petit à la 69e minute.  |

## Distinctions personnelles
- Figure dans l'équipe type de la Division 1 en 1998[7].